# Maeviini
Maeviini è una tribù di ragni appartenente alla sottofamiglia Marpissinae della famiglia Salticidae dell'ordine Araneae della classe Arachnida.

## Distribuzione
I quattro generi oggi noti di questa tribù sono diffusi prevalentemente nelle Americhe: un solo genere, Fuentes è endemico dell'Honduras e due sole specie, Maevia albozonata e Maevia quadrilineata, sono endemiche di Sumatra.

## Tassonomia
A dicembre 2010, gli aracnologi riconoscono quattro generi appartenenti a questa tribù:
- Balmaceda Peckham & Peckham, 1894 — America centrale e meridionale (9 specie)
- Fuentes Peckham & Peckham, 1894 — Honduras (1 specie)
- Maevia C. L. Koch, 1846 — Americhe, Sumatra (11 specie)
- Metacyrba F. O. P.-Cambridge, 1901 — dal Venezuela agli USA, Hispaniola, Isole Galapagos (6 specie)